# Unione delle Terre d'Argine
L'Unione delle Terre d'Argine è un ente locale autonomo, costituitosi nel 2006, che aggrega i quattro comuni di Campogalliano, Carpi, Novi di Modena e Soliera. Presenta una popolazione di 106 760 abitanti che si estende su una superficie di 269.98 km². 
La sede dell'Unione è stabilita presso il Comune di Carpi. La giunta dell'Unione è costituita dai quattro sindaci dei rispettivi comuni. Il presidente dell'Unione è Alberto Bellelli, Sindaco di Carpi. Paola Guerzoni (Sindaca di Campogalliano) è il vicepresidente.  Roberto Solomita (Sindaco di Soliera) e Enrico Diacci (Sindaco di Novi di Modena) ricoprono il ruolo di Assessori all'interno della Giunta d'Unione.

## La fondazione
L'unione Terre d'argine nasce nel 2006 per volontà dei consigli comunali di Carpi, Campogalliano, Novi di Modena e Soliera, offrendo una pluralità di funzioni e servizi: istruzione, servizi sociali, struttura tecnica in materia sismica (in seguito agli avvenimenti del 20 e 29 maggio 2012), gestione del personale, polizia municipale, sistemi informativi, pari opportunità.
Fin dalla sua costituzione, l'Unione concorre, con i Comuni che la costituiscono, alla soddisfazione dei bisogni, al progresso del benessere economico, sociale e culturale della comunità locale di riferimento al fine di favorire il consolidamento dei rapporti di collaborazione fra i Comuni che la costituiscono, le istituzioni pubbliche e tutti gli altri soggetti che concorrono alla realizzazione delle risposte ai bisogni della propria comunità di riferimento, contribuendo così al processo di ammodernamento e sviluppo dell'amministrazione pubblica.

## Principali funzioni
Tra le principali funzioni attribuite dai comuni aderenti all'Unione, vi sono: gestione del personale; polizia locale; sistemi informativi; servizi pubblici locali; sistemi di pianificazione urbanistica intercomunale.